# نور الليل (فلم)
نور الليل هو فيلم درامي رومانسي مصري من إنتاج سنة 1959، إخراج وإنتاج ريمون نصور، وتأليف يوسف جوهر وريمون نصور، ومن بطولة مريم فخر الدين، وأحمد مظهر، وصلاح ذو الفقار، ورجاء الجداوي.

## القصة
تدور أحداث الفيلم حولد طيار شاب يتردد على إحدى المكتبات، ويعجب الطيار بأمينة المكتبة، تحب أمينة المكتبة الطيار دون أن يشعر بها أو يبادلها حبها بحبه، تعرف ابنة عم الطيار أن هناك علاقة حب بينما فتعمل على إفساد هذه العلاقة، وأن يكون حب الطيار لها وحدها، وأن يكون حبه ليس لغيرها، يعتقد الطيار أن الفتاة على علاقة حب بشاب آخر فيؤجل مصارحته لها بحبه، يدعى الطيار للحرب ويصاب في الحرب وينتج عن هذا فقد بصره، ومن هنا تجد ابنة عمه أنها لن ترضى أن تكون ممرضة لشاب عاجز فتنصرف عنه، أما أمينة المكتبة فتظل على وفائها وحبها له، تزوره في المستشفى إلا أنه لا يعرف شخصيتها، وترى أمينة المكتبة أن تستقيل من عملها وتعمل ممرضه بالمستشفى لتكون بجانبه، تبدأ علاقة حب بينهما وبهذا يكون الطيار قد نسى حبه لأمينة المكتبة وإنجرف في حب الممرضة، التي هي نفسها أمينة المكتبة، تجرى للطيار عملية جراحية ليسترد بها بصره، وبعد أن يعود بصره مرة أخرى يكتشف أن الممرضة هي نفسها أمينة المكتبة ويتزوجها.

## طاقم التمثيل
- مريم فخر الدين بدور ليلي
- أحمد مظهر بدور عادل
- صلاح ذو الفقار بدور سامي
- رجاء الجداوي بدور سامية
- حسين قنديل بدور منصور
- كمال حسين بدور طلعت سليمان
- عبد العظيم كامل بدور دكتور حسين
- إحسان شريف بدور والدة سامية
- فاطمة عمارة بدور الممرضة
- حلمي حليم بدور عاشور
- عبد الرحيم الزرقاني بدور الدكتور
- منير الفنجري بدور فنجر

## وصلات خارجية
- مقالات تستعمل روابط فنية بلا صلة مع ويكي بيانات